# 南洋共产党
南洋共產黨（英語：Nanyang Communist Party）是1927年至1930年活動於英屬馬來亞和海峡殖民地的共产主义政党。其前身為中國共產黨南洋臨時委員會，解散後成員則大多轉入马来亚共产党。

## 中國共產黨介入以前共產主義在馬來亞的發展

### 無政府主義
與中国的情形相同，在马克思主义傳入馬來亞前，無政府共產主義首先傳入。第一次世界大戰期間，胡篤初、范章甫在新加坡成立了無政府主義社團「真社」，並在凡尔赛和会後，為了抗議日本取得德國在山東特權一事，在新加坡鼓動日資工廠工人罷工。胡、范兩人隨即因此遭到英國官方驅逐出境，並終生不得入境。
1918年移民到吉隆坡的吳鈍民，隨即進入了當地國民黨知識份子與商人的人際網絡中，並在其支持下成立了《益群報》。吳鈍民一邊辦報，一邊從事反日活動。1919年11月，吳鈍民與另外五名社會主義者被遣返中國，吉隆坡華人社群稱此事為「六紳士事件」。此後《益群報》的編輯由潘四存擔任，隨後又改由劉師復之弟劉克非接手。
1925年，華裔女性黄素英犯下一起爆炸案，被判處十年徒刑，並有數名華裔無政府主義者遭到驅逐。爆炸案發生三天後，馬來聯邦華民政務司長A. M. Goodman提出一篇關於無政府主義活動的報告。報告認為《益群報》為無政府主義者大本營，不過其成員只有50人，不足以威脅統治。

### 《南洋評論》
1923年，董方城、鮑慧僧、袁支、唐空、李道宏、韓國祥、Hon Kwok-hs'eung七人，在吉隆坡發行了共產主義期刊《南洋評論》（Nanyang Critique）。董方成，湖北人，在1922年移居吉隆坡後，隨即到鄰近吉隆坡的文良港中華學校擔任校長。文良港中華學校與Pheng Man夜校為掩護共產主義者活動與傳布思想的基地，董方城藉此與當地共產黨員以及中國共產黨保持緊密連結，因此被英國官方視為當地共產黨活動的指導者。此外，董方城是目前可知馬來亞最早的中國共產黨員。1923年7月，董方城的教師證遭英國官方吊銷，隨即離開馬來亞前往仰光，又在1924年回到廣東，並加入了國民黨中央宣傳部。鮑慧僧，湖北人，1921年抵達新加坡，1923年前往吉隆坡加入《益群報》，並同時在由共產黨員建立的Nan Ning夜校與Pheng Man夜校任教，並擔任《南洋評論》的新聞編輯。與董方成相同，鮑慧僧也是中國共產黨員、並且是中國共產黨在馬來亞的特務。《南洋評論》社群是馬來亞第一批的共產主義者，他們透過中華學校、Nan Ning夜校、Pheng Man夜校與《南洋評論》組織青年、學生以及勞工。

## 中國共產黨的介入與南洋共產黨的成立

### 南洋華僑各公團聯合會
1925年，中國國民黨第二任外事部部長彭澤民派出七名特使，到新加坡組織「南洋華僑各公團聯合會」。彭澤民，廣東人，後移居吉隆坡，為同盟會、國民黨吉隆坡支部成員，也是《益群報》創辦人之一，1924年因從事反英運動遭官方驅逐出境，1925年回到廣東，成為中國國民黨外事部部長。
1926年2月七名特使與此時已遭英國官方禁止的新加坡國民黨支部、學生團體、夜校、工會接觸。聯合會在新加坡的活動引起了官方的注意，官方視其為「馬來亞第一個共產黨組織」。1926年2月28日，聯合會在Chi Main夜校的會議遭到警方突襲，警方逮捕了45人，當中包括七名特使中的四名。41名海南裔與會者入獄、被捕的四名特使Liau Bun-pin、Song Siang-pin、黃德裕、Ho Wee-neng遭到遣返，另外三名特使Sing Ju-kwog、Li Tong-chiang、Sau Tun-teng則逃回中國。聯合會的13名臨時委員會委員（皆為海南裔），也有數名在1927年到1928年間遭到逮捕。

### 南洋總工會
1926年5月，聯合會的成員重新組成南洋總工會，其宗旨為團結東南亞勞工、解放勞動階級，並受中國總工會領導。儘管屢受查禁，南洋總工會仍存活了下來，在僅僅一年後，已經在英屬馬來亞、砂拉越、荷屬東印度、暹羅各地建立42個支部，成員達5000到6000人，這些支部主要由海南裔建立，截至1927年為止，南洋總工會還只是海南裔勞工運動的組織。除了南洋總工會，海南裔勞工還在1926年底成立了中国共产主义青年团南洋委員會（Nanyang Communist Youth League），1927年12月又改組為南洋共产主义青年团（Nanyang Communist Youth），附屬於南洋共產黨。
英國官方注意到了海南裔在馬來亞共產黨活動中的突出，對此，英國官方提出一些解釋：作為少數的海南裔相當團結，加上多數海南裔是單身男性，沒有家累，得以積極參與社會、政治活動。另外，海南裔的社經地位普遍較低，因此對他們來說共產主義的思想相當吸引人。面對向上流動的困難，海南裔積極透過組織夜校，向年輕海南裔傳授「國語」。當民族主義、共產主義的思想傳布到馬來亞之際，這些夜校就成了傳布的管道。另外還有兩點外來因素：其一，海南裔的黃埔軍校學生，在畢業後回到馬來亞傳布共產主義思想；其二，海南島在1925年落入國民黨左派的控制後，開始長期的反英、反資運動，這也影響到了馬來亞的海南裔。英國官方對海南裔運動的壓制並未消滅其運動，反而使其更加團結、並使得海南裔認為自己並不只是為了馬克思主義、共產主義抗爭，也是為了爭取政治權利、社會正義。

### 中國共產黨南洋臨時委員會與牛車水事件
根據中國共產黨員潘雲波的口述，1926年10月，中共兩廣區委派遣何炎之、葉博真、廖獨航等三人到南洋成立中國共產黨南洋臨時委員會，受第三國際領導。何炎之擔任委員長、葉博真負責宣傳、廖獨航負責組織、潘雲波則負責青年、工人運動，並擔任共青團南洋委員會委員長與南洋總工會委員長。其後共青團也一併調整，23歲以上的團員轉為共產黨員，約有300人；22歲以下仍為共青團員，約有200多人。
1927年3月12日，新加坡的國民黨溫和派在英國官方的同意下，於歡樂園（Happy Valley）舉行孫中山逝世兩週年紀念活動。一年以前南洋華僑各公團聯合會也曾舉行孫文逝世紀念活動，卻遭到警方突襲，並有多名領導人遭到逮捕或潛返，因此對於共產黨員來說，此次的活動是表達其抗議的絕佳機會，他們到場演說，並發動遊行，這違背了官方國民黨溫和派與官方約定沒有演說、遊行的條件。遊行隊伍在牛車水警局前與警察發生衝突，警方開槍鎮壓，造成六死14傷，官方稱此事件為「牛車水事件」（Kreta Ayer Incident），而中國共產黨則稱此事件為「南洋三一二慘案」。事件後共產黨員在新加坡發起對新加坡電車公司的抵制，另外在北柔佛、馬六甲、芙蓉市的工會也在事件後組織起來。
牛車水事件的爆發以及四月的國共分裂，使得在馬來亞國民黨各支部內非共產黨員與共產黨員間的關係進一步惡化。英國官方對此相當警戒，並認為共產黨員已經掌握了馬來亞國民黨的數個支部；甚至在海峽殖民地，所有的分支都落入了共產黨員手中。面對即將到來的分裂，共產黨員成立了「馬來亞革命委員會」，試圖建立反國民黨左派組織的統一戰線，委員會在南洋共產黨成立後停止運作。

### 南洋共產黨的成立
根據英國官方的檔案，中國共產黨派遣了楊匏安、潘先甲（即潘雲波）、Yang Yok-su、張洪成以及張玉階，到馬來亞成立南洋共產黨。關於南洋共產黨的統轄範圍，學界仍有爭議，Brimmell、Hanrahan認為南洋共產黨統轄菲律賓以外的所有東南亞共產黨員，然而英國官方檔案則顯示，南洋共產黨在馬來亞以外只有暹羅一個支部。英國官方檔案中記有南洋共產黨黨員數：新加坡429人、檳城35人、馬六甲102人、吉隆坡30人、柔佛84人、荷屬東印度14人、暹羅45人，共738人。1928年2月，張玉階因為試圖刺殺訪問馬來亞的國民黨高官伍朝樞而被捕，並被判處無期徒刑。同月，南洋共產黨發起鞋匠罷工，當中包括數起對鞋店的炸彈攻擊。五月，作為對濟南慘案的抗議，南洋共產黨又發起了反日抵制活動。

## 南洋共產黨的論述和活動

### 華人為主的成員組成
東亞的反殖民勢力在戰間期將東亞傳統的天下觀念和民族主義、國際主義結合，試圖以華人為領袖，在傳統漢字文化圈中創立各民族的聯合反帝國組織（Anti-Imperialist League）。此時期的第三國際、國民黨和中國共產黨，在東南亞彼此競爭，如國民黨在1927年創立「東方被壓迫民族聯合會議」（Union of the Oppressed Peoples of the East），目的即在嘗試爭奪東南亞反殖民運動的控制權。
此外，國民黨和中國共產黨意圖建立國際聯盟、海外分支，並擔任領導位置，顯示兩者都認為中國應在東南亞領導反殖民運動的發展。1927年國共分裂實施清黨後，許多黨員前往馬來亞，結合移民東南亞的華人社群在當地宣傳反殖民運動、共產主義。在此意識引導下，南洋共產黨自成立起就有極深的華人色彩，並維持前身作為中共支部的結構，與中國共產黨有密切的聯絡與指導。

### 南洋共產黨的目標和實際影響力
如同前述，二十世紀初在東南亞的反殖民行動主要由華人發起、中國（中共或國民黨）指導，但從孫中山時期開始，華人在東南亞的行動便希望能吸收非華裔成員。中共和國民黨皆提倡中國和亞洲的各弱小民族互相協助，聯合抵抗帝國主義。1927年南洋共產黨成立時，其目標為「負責印度尼西亞、馬來亞、馬來半島、菲律賓、緬甸的革命活動」。
然而，南洋共產黨的成員仍以華人為主，其活動範圍亦限於馬來半島的華人社群。根據1920到30年代多份統計馬來亞共產黨員的資料顯示，華人依舊占黨員人數的絕大多數，募集馬來人、印度人入黨的活動成效不彰。由此可以猜測，南洋共產黨作為馬來亞共產黨大部分成員的來源，直到1930年解散時並未如其所宣稱，領導各弱小民族發動革命。
中共領導人李立三在1928年表示，反殖民運動中缺少在地化的原因在其策略在中國制定，沒有考慮南洋當地脈絡，包括其殖民地位、多民族的現狀和較先進的工業。李立三的方針將解放南洋之責放在華人身上，但也相信華人和所有弱小民族必須合作，不可歧視、壓迫馬來亞當地人，解放運動才可能成功。從孫中山和李立三的發言可見，儘管現實情況中東南亞華人和當地民族難以合作，但東南亞各民族的聯合已經被華人的政治領袖支持。

## 和東南亞其他社群的交互作用

### 華人
從十九世紀末到二十世紀初，東南亞迎來大量華人移民，他們在當地形成情感傾向中國的群體。另外，也有土生華人因限制華人移民等政策而抗拒本土化，轉向建立南洋的中國文化。然而於此同時，中國民族主義的概念與土生華人發生摩擦，使後者建立與當地社會更深的連結，如陳禎祿即提出「馬來亞精神和意識」。整體而言，這些華文知識分子中有許多為共產黨和國民黨黨員，他們相信第三國際、國民黨和當地華人社群能領導東南亞的解放。第三國際、國民黨和中共也積極招攬當地華人，以和來自中國的黨員合作。兩種意識平行發展，使東南亞的華人社群形成既認同中國的民族主義，也擁抱和多民族合作的國際主義。這種雙面性影響了正在形成的馬來亞民族主義。

### 馬來人
以1920到30年代的發展而言，由華人在東南亞主導的共產活動普遍難以吸引其他族群。其困境部分根源於十九世紀以來歐洲對殖民地的刻板印象，華人也認為當地人個性懶散、不事生產。1920年代末，馬來半島出現由師範學校的馬來裔師生組成的「青年馬來亞」（Belia Malaya），他們希望與印度尼西亞組成「大印度尼西亞」（Malayu Raya），而和華人的共產組織沒有任何關聯或接觸，顯示在多民族合作的理論之外，實際活動中馬來亞內部族群間的隔閡。

### 多民族合作的嘗試
李立三曾在1929年批評南洋共產黨於馬來半島發起的是華人（Chinese）革命，只宣傳了中國民族主義。「華人革命」在馬共文件中多指反日活動、工人運動、和反對英國干涉華文教育的活動。他除了批評國民黨在華人社群中提倡愛國主義的政策外，也提出「南洋革命」之概念，作為「民族運動的開始」。中共中央委員會送至南洋臨時委員會的草案中亦可見「我們黨在南洋的革命運動和政策」等類似用語。馬來亞共產黨成立後，第三國際亦曾批評其「將華人革命的手法和標語直接移植到馬來亞」。這些討論顯示當地華人社群開始轉向對馬來亞整體的認同，並以中共或第三國際在馬來亞的獨立機構自居，而與國民黨有所區隔，可見往後以「馬來亞」為認同的馬來亞民族主義開始發展。

## 南洋共產黨的解散與馬來亞共產黨的成立
1930年馬來亞共產黨成立，同年南洋共產黨解散，大部分的成員轉至馬共。馬來半島上共產黨的改組主要源自全球共產活動的轉變，其改組也確立馬來亞地區的共產黨應為多民族的成為主流意見。

### 第三國際策略的轉向
第三國際在1930年發布相關方針，主張建立國家政黨（national party），從世界各地的基層根據當地情況展開行動，以利用各殖民地的民族主義連結到反殖民、反帝國主義情緒，最終聯合成世界革命。因此第三國際表示，成員應在以英屬馬來亞為範圍的國家中，建立一個國家（national）政黨，以領導受壓迫的南洋各族群。必須注意的是，此處的「nation」指英屬馬來亞此一區域及其中居民。第三國際的東南亞成員如阮愛國（胡志明）認為，南洋共產黨仍由華裔成員為主，有礙吸引其他族裔入黨，因此應在馬來半島重新建立一個招募各民族的共產黨。

### 牽制中國共產黨的嘗試
由於南洋共產黨前身為中共南洋臨時委員會，第三國際擔心中國共產黨對東南亞共產黨員的影響力過大，可能影響世界革命的進行。新的馬來亞共產黨將直接受上海的第三國際遠東局統轄，顯示第三國際試圖自中國共產黨手中奪得對馬來半島行動的控制權，並創造包含馬來半島多民族的共產黨。

### 中國共產黨的提議
儘管第三國際已有在東南亞取代中國共產黨的意見，卻是由中國共產黨首先提出在東南亞創立直屬第三國際的組織。中共內部在1920年代末期也出現東南亞行動應在地化的呼聲，李立三一派認為中共（或華人）不應完全承擔在東南亞發展革命行動的責任，且如此亦不利其他族群加入行動。

### 南洋共產黨和馬來亞共產黨的主要差異
馬來亞共產黨的成員多來自南洋共產黨，且直到第二次世界大戰為止，其成員仍以華裔為主，然而兩者之間仍有相當差異。 在按照第三國際指示、嘗試本土化的過程中，馬來亞共產黨更進一步討論馬來亞整體作為一個民族的可能性。因為在東南亞的反殖民活動、共產主义活動多由華人領導，相關用詞也是以華文傳入當地。在多民族社群中，常可見語言的界線和翻譯產生的模糊性。因為這些特點，使華文中「民族」一詞在形成馬來亞民族主義的論述中佔有重要地位。 英文「nation」一詞在華文被分別譯為「民族」、「國家」，而「民族」又有「ethnic」、「people」、和「nationality」等其他含意。因此，當第三國際要求建立「national party」，在馬來半島上產生的「馬來亞」不僅是國家名稱，也被視為一個民族（nation）。第三國際除了創造馬來亞作為一個區域的概念，也因華文的雙重意義，使「馬來亞」開始成為一個共同體的名稱。